# Melaleuca basicephala
Melaleuca basicephala är en myrtenväxtart som beskrevs av George Bentham. Melaleuca basicephala ingår i släktet Melaleuca och familjen myrtenväxter. Inga underarter finns listade i Catalogue of Life.